# 375 Ursula
375 Ursula (phát âm /ˈɜrsjʊlə/ hoặc /ˈɜrsələ/ UR-sə-lə) là một trong các tiểu hành tinh lớn nhất ở vành đai chính. Nó được Auguste Charlois phát hiện ngày 18.9.1893 ở Nice. Không biết rõ nguồn gốc tên của nó.
Các quan sát một lần nó che khuất một ngôi sao ngày 15.11.1984 cho 6 dây cung, chỉ cho thấy một đường kính ước tính là 216±10 km.

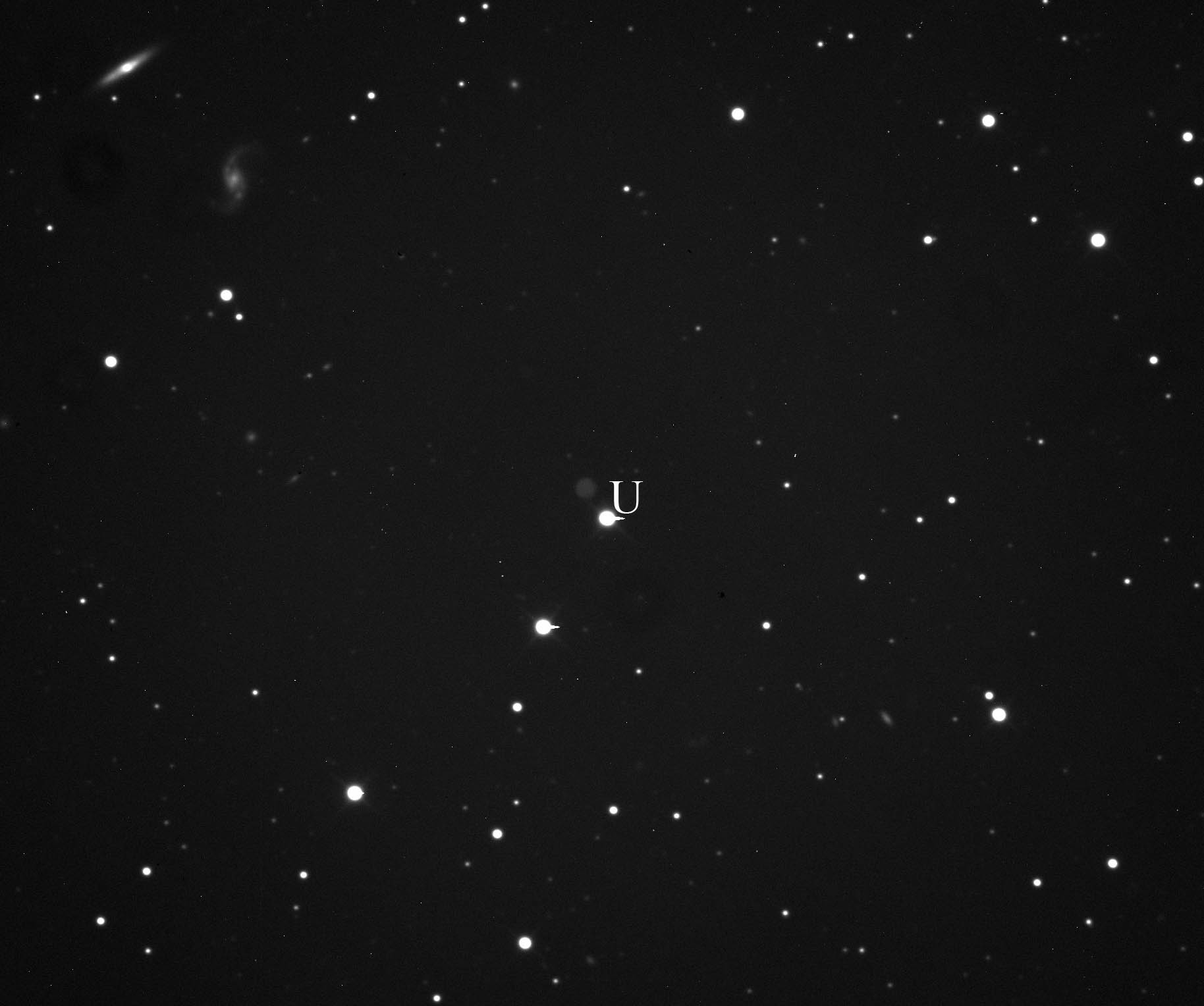
Tiểu hành tinh 375 Ursula (cấp sao biểu kiến 11,4) gần sao TYC 581-36-1 (độ sáng 11,9). Hai thiên hà có độ sáng khoảng 15.